# Gloria dei santi Pietro, Paolo e Cristoforo
Il Gloria dei santi Pietro, Paolo e Cristoforo è un dipinto olio su tela di Gian Paolo Cavagna conservata come pala d'altare del transetto destro della basilica di Sant'Alessandro in Colonna di Bergamo.

## Storia e descrizione
(Andrea Pasta)
Il dipinto su tela centinata, fu realizzato nel 1607 per la chiesa alessandrina, dal Cavagna, parrocchiano della basilica abitante in via Zambonate posta in prossimità e per il soggetto raffigurato della gloria dei santi Pietro, Paolo e Cristoforo è un unicum della pittura sacra seicentesca in ambito lombardo. 
Dagli archivi si evince che il 12 gennaio 1607 la tela fu commissionata dai deputati della cappella dei santi Pietro e Paolo i quali chiesero aiuto economico al consorzio per poter far far ultimare al Cavagna la tela che già avevano commissionato: «far perficere l'ancona per l'altare di detta cappella già cominciata a pingersi per Io Paulo Caniana [–]».
La tela raffigurante i tre santi in gloria, si sviluppa su tre ordini. In quello inferiore vi è la  città che pare nascere ed emergere dal cielo azzurro ed è raffigurata come si presentava nel XVII secolo, diventando una rappresentazione fotografica cittadina, importante documento storico e cartografico. Ben visibile in primo piano è il campanile della basilica con le abitazioni della città bassa. Piano più lontano son individuabili i campanili e le torri della parte alta della città: la torre del Gombito e quella del campanone, nonché il campanile del duomo nonché di Santa Maria Maggiore, e quella di San Benedetto.
La parte centrale raffigura i tre santi che intercedono a protezione della città. San Paolo è seduto sulle nuvole a sinistra e tiene la spada e il libro dell'Antico Testamento, avvolto in un ampio mantello rosso. Centrale san Pietro, anche lui seduto con due grandi chiavi in mano e con lo sguardo rivolto al cielo. Indossa un abito celeste segno di regalità ed è avvolto in un manto dorato. A destra l'immagine genuflessa di san Cristoforo con il Bambino sulla spalla che regge il globo e la grande palma. Indossa un abito azzurro chiaro e il mantello rosso, e volge lo sguardo verso il Bambino. Le tre figure hanno un atteggiamento molto plastico.
Nella parte superiore vi è la raffigurazione celeste, dove un coro di angioletti sono posti su tanti giri concentrici fino alla luce bianca che scende dall'alto.
La tela è stata restaurata nel 2014 a opera di restauratore Antonio Zaccaria sotto il controllo della Soprintendenza dei Beni Culturali di Milano e del monsignor Gianni Carzaniga. Scriverà della tela la responsabile Amalia Pacia:
(Analia Pacia Soprintendente dei Beni Culturali)
Dopo il restauro l'opera fu esposta in una mostra intitolata "Gian Paolo Cavagna. Una città immersa nel cielo", per porre alla conoscenza di tutti i fedeli l'opera del Cavagna e la relazione e una giusta rilettura dell'immagine della cittadina seicentesca con la Bergamo del XXI secolo.